# Betalningsindex
Betalningsindex är ett nyckeltal som visar ett beralningsbeteende så som genomsnittlig betalningstid vägd med fakturabelopp. Betalningsindex skapas med hjälp av reskontrainformation från Sveriges företag. Ett företag vars betalningsbeteende är att betala på förfallodagen får ett index på 80. Under 80 betyder att företaget betalar sina fakturor för sent. Betalningsindex ger fortlöpande information om kunder som förändrar sin betalningsprofil. Betalningsindex ger även nuläge och företagets betalningshistorik och trend.